# Deuxième district congressionnel de Floride
Le 2e district congressionnel de Floride est un district qui comprend la partie orientale du Panhandle de Floride ainsi qu'une grande partie de la région de Big Bend le long de la Emerald Coast. Il chevauche les fuseaux horaires de l’est et du centre. Il comprend Tallahassee, la capitale de l'État, et Panama City. Avec 49 % de ses habitants vivant en zone rurale, c'est le district le moins urbanisé de l'État et les électeurs sont généralement conservateurs. Le district est représenté par le Républicain Neal Dunn de Panama City.

## Caractéristiques
Le 2e district congressionnel de Floride est le plus grand de Floride par superficie et comprend tous les comtés de Bay, Calhoun, Dixie, Franklin, Gilchrist, Gulf, Jackson, Lafayette, Levy, Liberty, Suwannee, Taylor, Wakulla et Washington, et des parties des comtés de Columbia, Holmes, Jefferson, Leon et Marion.
La majeure partie du territoire maintenant dans le 2e était le 9e district de 1963 à 1983 ; c'est le 2e depuis 1983. Pendant la majeure partie de son existence, le 2e et ses prédécesseurs étaient centrés à Tallahassee, la capitale de l'État et le siège du Comté de Leon. Alors que les 1er et 3e districts adjacents étaient devenus les districts les plus conservateurs de l'État dans les années 1990, le 2e district était historiquement plus un swing district. Avec une grande population d'étudiants, de fonctionnaires et de professeurs d'université, Tallahassee était beaucoup plus libérale que le reste du district. Le Démocrate Barack Obama a obtenu 62 % des voix du comté de Leon lors de l'élection présidentielle de 2008, mais le Républicain John McCain a obtenu 54 % des voix du 2e district. Le district était devenu un peu plus convivial pour les républicains lorsque la ville de Panama, à tendance conservatrice, a été déplacée du 1er district.
Le district a été considérablement redessiné lors d'un redécoupage ordonné par le tribunal qui a pris effet pour les élections de 2016, à la suite d'un procès qui a contesté le district en gerrymandering, empêchant les Afro-Américains de pouvoir élire les représentants de leur choix bien qu'ils représentaient une partie importante de la population dans l'état. Selon la nouvelle carte, la majeure partie de Tallahassee, ainsi que presque tous les résidents noirs du 2e, ont été attirés dans le 5e district.
Pour compenser la perte de population, le 2e a été légèrement décalé vers le sud pour occuper un territoire auparavant dans les 3e et 11e districts voisins. Sur le papier, le nouveau 2e était plus républicain de 12 points que son prédécesseur. Mitt Romney avait emporté l'ancien 2e en 2012 bien qu'il n'ait reçu que 52 % des voix. En comparaison, Romney aurait emporté le nouveau 2e avec 64 % des voix en 2012, ce qui en fait sur le papier le troisième district le plus républicain de l'État.

## Géographie
| #   | Comté      | Siège            | Population |
| --- | ---------- | ---------------- | ---------- |
| 5   | Bay        | Panama City      | 190 769    |
| 13  | Calhoun    | Blountstown      | 13 470     |
| 37  | Franklin   | Apalachicola     | 12 594     |
| 39  | Gadsden    | Quincy           | 43 833     |
| 45  | Gulf       | Port Saint Joe   | 15 693     |
| 59  | Holmes     | Bonifay          | 19 944     |
| 63  | Jackson    | Marianna         | 48 622     |
| 65  | Jefferson  | Monticello       | 15 450     |
| 73  | Leon       | Tallahassee      | 296 913    |
| 77  | Liberty    | Bristol          | 7 706      |
| 79  | Madison    | Madison          | 18 519     |
| 123 | Taylor     | Perry            | 21 682     |
| 129 | Wakulla    | Crawfordville    | 36 449     |
| 131 | Walton     | DeFuniak Springs | 86 354     |
| 133 | Washington | Chipley          | 26 602     |

### Villes de 10 000 personnes et plus
- Tallahassee – 196 169
- Panama City – 32 939
- Bradfordville – 19 183
- Lynn Haven – 18 695
- Panama City Beach – 18 094
- Upper Grand Lagoon – 15 778
- Callaway – 13 045

### Villes de 2500 à 10 000 personnes
- Springfield – 8 075
- Quincy – 7 970
- Perry – 7 059
- Marianna – 6 245
- DeFuniak Springs – 5 919
- Crawfordville – 4 853
- Lower Grand Lagoon – 4 398
- Laguna Beach – 4 330
- Woodville – 4 097
- Chipley – 3 660
- Midway – 3 537
- Port St. Joe – 3 357
- Cedar Grove – 3 148
- Chattahoochee – 2 955
- Madison – 2 912
- Pretty Bayou – 2 911
- Bonifay – 2 759
- Eastpoint – 2 614
- Carrabelle – 2 606
- Monticello – 2 589

## Historique de vote
| Années | Poste      | Résultats               |
| ------ | ---------- | ----------------------- |
| 1992   | Président  | Clinton 42,5 % - 37,8 % |
| 1992   | Sénateur   | Graham 70,7 % - 29,3 %  |
| 1994   | Sénateur   | Mack 68,6 % - 31,4 %    |
| 1994   | Gouverneur | Chiles 55,9 % - 44,1 %  |
| 1996   | Président  | Clinton 47,9 % - 41,5 % |
| 1998   | Sénateur   | Graham 70,9 % - 29,1 %  |
| 1998   | Gouverneur | Bush 52,5 % - 47,5 %    |
| 2000   | Président  | Bush 49,2 % - 48,4 %    |
| 2000   | Sénateur   | Nelson 56,7 % - 43,3 %  |
| 2004   | Président  | Bush 54,0 % - 46,0 %    |
| 2008   | Président  | McCain 54,0 % - 45,0 %  |
| 2012   | Président  | Romney 52,0 % - 47,0 %  |
| 2016   | Président  | Trump 66,2 % - 30,6 %   |
| 2016   | Sénateur   | Rubio 65,8 % - 30,5 %   |
| 2020   | Président  | Trump 67,0 % - 32,0 %   |

### Registre des affiliations politiques
| Affiliation politique au 20 février 2024 | Affiliation politique au 20 février 2024 | Affiliation politique au 20 février 2024 | Affiliation politique au 20 février 2024 |
| Parti                                    | Parti                                    | Votants                                  | Pourcentage                              |
| ---------------------------------------- | ---------------------------------------- | ---------------------------------------- | ---------------------------------------- |
|                                          | Républicain                              | 218 080                                  | 42,98 %                                  |
|                                          | Démocrate                                | 187 805                                  | 37,01 %                                  |
|                                          | Non Affiliés                             | 84 548                                   | 17,90 %                                  |

## Liste des Représentants du district
| Membre                         | Parti       | Années                           | Congrès     | Histoire électorale |
| ------------------------------ | ----------- | -------------------------------- | ----------- | --- |
| District établi le 4 mars 1875 |             |                                  |             | |
| Josiah T. Walls (en)           | Républicain | 4 mars 1875 – 19 avril 1876      | 44e         | Redécoupage depuis le district at-large. Perd la contestation de l'élection. |
| Jesse J. Finley (en)           | Démocrate   | 19 avril 1876 – 3 mars 1877      | 44e         | Remporte la contestation de l'élection. |
| Horatio Bisbee Jr. (en)        | Républicain | 4 mars 1877 – 20 février 1879    | 45e         | Perd la contestation de son élection. |
| Jesse J. Finley (en)           | Démocrate   | 20 février 1879 – 3 mars 1879    | 45e         | Remporte la contestation de son élection. |
| Noble A. Hull (en)             | Démocrate   | 4 mars 1879 – 22 janvier 1881    | 46e         | Perd la contestation de son élection. |
| Horatio Bisbee Jr. (en)        | Républicain | 22 janvier 1881 – 3 mars 1881    | 46e         | Remporte la contestation de son élection. |
| Jesse J. Finley (en)           | Démocrate   | 4 mars 1881 – 1er juin 1882      | 47e         | Perd la contestation de son élection. |
| Horatio Bisbee Jr. (en)        | Républicain | 1er juin 1882 – 3 mars 1885      | 47e - 48e   | Remporte la contestation de son élection. Réélu en 1882. |
| Charles Dougherty (en)         | Démocrate   | 4 mars 1885 – 3 mars 1889        | 49e , 50e   | Élu en 1884. Réélu en 1886. |
| Robert Bullock (en)            | Démocrate   | 4 mars 1889 – 3 mars 1893        | 51e - 52e   | Élu en 1888. Réélu en 1890. |
| Charles M. Cooper (en)         | Démocrate   | 4 mars 1893 – 3 mars 1897        | 53e - 54e   | Élu en 1892. Réélu en 1894. |
| Robert W. Davis (en)           | Démocrate   | 4 mars 1897 – 3 mars 1905        | 55e - 58e   | Élu en 1896. Réélu en 1898. Réélu en 1900. Réélu en 1902. |
| Frank Clark (en)               | Démocrate   | 4 mars 1905 – 3 mars 1925        | 59e - 68e   | Élu en 1904. Réélu en 1906. Réélu en 1908. Réélu en 1910. Réélu en 1912. Réélu en 1914. Réélu en 1916. Réélu en 1918. Réélu en 1920. Réélu en 1922.                                        |
| Robert A. Green (en)           | Démocrate   | 4 mars 1925 – 3 janvier 1943     | 69e - 77e   | Élu en 1924. Réélu en 1926. Réélu en 1928. Réélu en 1930. Réélu en 1932. Réélu en 1934. Réélu en 1936. Réélu en 1938. Réélu en 1940. Redécoupage vers le district at-large.                |
| Emory H. Price (en)            | Démocrate   | 3 janvier 1943 – 3 janvier 1949  | 78e - 80e   | Élu en 1942. Réélu en 1944. Réélu en 1946. |
| Charles E. Bennett (en)        | Démocrate   | 3 janvier 1949 – 3 janvier 1967  | 81e - 89e   | Élu en 1948. Réélu en 1950. Réélu en 1952. Réélu en 1954. Réélu en 1956. Réélu en 1958. Réélu en 1960. Réélu en 1962. Réélu en 1964. Redécoupage vers le 3e district.                      |
| Don Fuqua (en)                 | Démocrate   | 3 janvier 1967 – 3 janvier 1987  | 90e - 99e   | Redécoupage depuis le 9e district et réélu en 1966. Réélu en 1968. Réélu en 1970. Réélu en 1972. Réélu en 1974. Réélu en 1976. Réélu en 1978. Réélu en 1980. Réélu en 1982. Réélu en 1984. |
| James W. Grant (en)            | Démocrate   | 3 janvier 1987 – 21 février 1989 | 100e - 101e | Élu en 1986. Réélu en 1988. |
| James W. Grant (en)            | Républicain | 21 février 1989 – 3 janvier 1991 | 101e        | Élu en 1986. Réélu en 1988. |
| Pete Peterson (en)             | Démocrate   | 3 janvier 1991 – 3 janvier 1997  | 102e - 104e | Élu en 1990. Réélu en 1992. Réélu en 1994. Retrait. |
| Allen Boyd (en)                | Démocrate   | 3 janvier 1997 – 3 janvier 2011  | 105e - 111e | Élu en 1996. Réélu en 1998. Réélu en 2000. Réélu en 2002. Réélu en 2004. Réélu en 2006. Réélu en 2008. Perd sa réélection.                                                                 |
| Steve Southerland (en)         | Républicain | 3 janvier 2011 – 3 janvier 2015  | 112e , 113e | Élu en 2010. Réélu en 2012. Perd sa réélection. |
| Gwen Graham                    | Démocrate   | 3 janvier 2015 – 3 janvier 2017  | 114e        | Élue en 2014. Retrait. |
| Neal Dunn                      | Républicain | 3 janvier 2017 – en cours        | 115e - 118e | Élu en 2016. Réélu en 2018. Réélu en 2020. Réélu en 2022. |

## Résultats des récentes élections
Voici les résultats des dix précédents cycles électoraux dans le district.

### 2004
| Élection de 2004 du 2e district congressionnel de Floride | Élection de 2004 du 2e district congressionnel de Floride | Élection de 2004 du 2e district congressionnel de Floride | Élection de 2004 du 2e district congressionnel de Floride | Élection de 2004 du 2e district congressionnel de Floride |
| --------------------------------------------------------- | --------------------------------------------------------- | --------------------------------------------------------- | --------------------------------------------------------- | --------------------------------------------------------- |
| Parti                                                     | Parti                                                     | Candidat                                                  | Votes                                                     | %                                                         |
|                                                           | Démocrate                                                 | Allen Boyd (en) (sortant)                                 | 201 577                                                   | 62,0                                                      |
|                                                           | Républicain                                               | Bev Kilmer                                                | 125 399                                                   | 38,0                                                      |
| Total des votes                                           | Total des votes                                           | Total des votes                                           | 326 976                                                   | 100 %                                                     |
|                                                           | Les Démocrates conservent                                 |                                                           |                                                           |                                                           |

### 2006
| Élection de 2006 du 2e district congressionnel de Floride | Élection de 2006 du 2e district congressionnel de Floride | Élection de 2006 du 2e district congressionnel de Floride | Élection de 2006 du 2e district congressionnel de Floride |
| --------------------------------------------------------- | --------------------------------------------------------- | --------------------------------------------------------- | --------------------------------------------------------- |
| Parti                                                     | Parti                                                     | Candidat                                                  | %                                                         |
|                                                           | Démocrate                                                 | Allen Boyd (en) (sortant)                                 | 100 %                                                     |
|                                                           | Les Démocrates conservent                                 |                                                           |                                                           |

### 2008
| Élection de 2008 du 2e district congressionnel de Floride | Élection de 2008 du 2e district congressionnel de Floride | Élection de 2008 du 2e district congressionnel de Floride | Élection de 2008 du 2e district congressionnel de Floride | Élection de 2008 du 2e district congressionnel de Floride |
| --------------------------------------------------------- | --------------------------------------------------------- | --------------------------------------------------------- | --------------------------------------------------------- | --------------------------------------------------------- |
| Parti                                                     | Parti                                                     | Candidat                                                  | Votes                                                     | %                                                         |
|                                                           | Démocrate                                                 | Allen Boyd (en) (sortant)                                 | 216 804                                                   | 62,0                                                      |
|                                                           | Républicain                                               | Mark Mulligan                                             | 133 404                                                   | 38,0                                                      |
|                                                           | No Party                                                  | Others                                                    | 159                                                       | 0,05                                                      |
| Total des votes                                           | Total des votes                                           | Total des votes                                           | 350 367                                                   | 100 %                                                     |
|                                                           | Les Démocrates conservent                                 |                                                           |                                                           |                                                           |

### 2010
| Élection de 2010 du 2e district congressionnel de Floride | Élection de 2010 du 2e district congressionnel de Floride | Élection de 2010 du 2e district congressionnel de Floride | Élection de 2010 du 2e district congressionnel de Floride | Élection de 2010 du 2e district congressionnel de Floride |
| --------------------------------------------------------- | --------------------------------------------------------- | --------------------------------------------------------- | --------------------------------------------------------- | --------------------------------------------------------- |
| Parti                                                     | Parti                                                     | Candidat                                                  | Votes                                                     | %                                                         |
|                                                           | Républicain                                               | Steve Southerland (en)                                    | 136 371                                                   | 54,0                                                      |
|                                                           | Démocrate                                                 | Allen Boyd (en) (sortant)                                 | 105 211                                                   | 41,0                                                      |
|                                                           | Indépendant                                               | Paul Crandall McKain                                      | 7 135                                                     | 3,0                                                       |
|                                                           | Indépendant                                               | Dianne J. Berryhill                                       | 5 705                                                     | 2,0                                                       |
|                                                           | No Party                                                  | Others                                                    | 16                                                        | 0,0                                                       |
| Total des votes                                           | Total des votes                                           | Total des votes                                           | 254 438                                                   | 100 %                                                     |
|                                                           | Les Républicains prennent aux Démocrates                  |                                                           |                                                           |                                                           |

### 2012
| Élection de 2012 du 2e district congressionnel de Floride | Élection de 2012 du 2e district congressionnel de Floride | Élection de 2012 du 2e district congressionnel de Floride | Élection de 2012 du 2e district congressionnel de Floride | Élection de 2012 du 2e district congressionnel de Floride |
| --------------------------------------------------------- | --------------------------------------------------------- | --------------------------------------------------------- | --------------------------------------------------------- | --------------------------------------------------------- |
| Parti                                                     | Parti                                                     | Candidat                                                  | Votes                                                     | %                                                         |
|                                                           | Républicain                                               | Steve Southerland (en) (sortant)                          | 175 856                                                   | 53,0                                                      |
|                                                           | Démocrate                                                 | Alfred Lawson Jr.                                         | 157 634                                                   | 47,0                                                      |
|                                                           | No Party                                                  | Floyd Patrick Miller                                      | 228                                                       | 0,01                                                      |
| Total des votes                                           | Total des votes                                           | Total des votes                                           | 333 718                                                   | 100 %                                                     |
|                                                           | Les Républicains conservent                               |                                                           |                                                           |                                                           |

### 2014
| Élection de 2014 du 2e district congressionnel de Floride | Élection de 2014 du 2e district congressionnel de Floride | Élection de 2014 du 2e district congressionnel de Floride | Élection de 2014 du 2e district congressionnel de Floride | Élection de 2014 du 2e district congressionnel de Floride |
| --------------------------------------------------------- | --------------------------------------------------------- | --------------------------------------------------------- | --------------------------------------------------------- | --------------------------------------------------------- |
| Parti                                                     | Parti                                                     | Candidat                                                  | Votes                                                     | %                                                         |
|                                                           | Démocrate                                                 | Gwen Graham                                               | 126 096                                                   | 50,5                                                      |
|                                                           | Républicain                                               | Steve Southerland (en) (sortant)                          | 123 262                                                   | 49,3                                                      |
|                                                           | Write-in                                                  | Luther Lee                                                | 422                                                       | 0,2                                                       |
| Total des votes                                           | Total des votes                                           | Total des votes                                           | 248 780                                                   | 100 %                                                     |
|                                                           | Les Démocrates prennent aux Républicains                  |                                                           |                                                           |                                                           |

### 2016
| Élection de 2016 du 2e district congressionnel de Floride | Élection de 2016 du 2e district congressionnel de Floride | Élection de 2016 du 2e district congressionnel de Floride | Élection de 2016 du 2e district congressionnel de Floride | Élection de 2016 du 2e district congressionnel de Floride |
| --------------------------------------------------------- | --------------------------------------------------------- | --------------------------------------------------------- | --------------------------------------------------------- | --------------------------------------------------------- |
| Parti                                                     | Parti                                                     | Candidat                                                  | Votes                                                     | %                                                         |
|                                                           | Républicain                                               | Neal Dunn                                                 | 231 163                                                   | 67,0                                                      |
|                                                           | Démocrate                                                 | Walter Dartland                                           | 102 801                                                   | 30,0                                                      |
|                                                           | Libertarien                                               | Rob Lapham                                                | 9 395                                                     | 3,0                                                       |
|                                                           | No Party                                                  | Others                                                    | 3                                                         | 0,0                                                       |
| Total des votes                                           | Total des votes                                           | Total des votes                                           | 343 362                                                   | 100 %                                                     |
|                                                           | Les Républicains prennent aux Démocrates                  |                                                           |                                                           |                                                           |

### 2018
| Élection de 2018 du 2e district congressionnel de Floride | Élection de 2018 du 2e district congressionnel de Floride | Élection de 2018 du 2e district congressionnel de Floride | Élection de 2018 du 2e district congressionnel de Floride | Élection de 2018 du 2e district congressionnel de Floride |
| --------------------------------------------------------- | --------------------------------------------------------- | --------------------------------------------------------- | --------------------------------------------------------- | --------------------------------------------------------- |
| Parti                                                     | Parti                                                     | Candidat                                                  | Votes                                                     | %                                                         |
|                                                           | Républicain                                               | Neal Dunn (sortant)                                       | 199 335                                                   | 67,4                                                      |
|                                                           | Démocrate                                                 | Bob Rackleff                                              | 96 233                                                    | 32,6                                                      |
| Total des votes                                           | Total des votes                                           | Total des votes                                           | 295 568                                                   | 100 %                                                     |
|                                                           | Les Républicains conservent                               |                                                           |                                                           |                                                           |

### 2020
| Élection de 2020 du 2e district congressionnel de Floride | Élection de 2020 du 2e district congressionnel de Floride | Élection de 2020 du 2e district congressionnel de Floride | Élection de 2020 du 2e district congressionnel de Floride | Élection de 2020 du 2e district congressionnel de Floride |
| --------------------------------------------------------- | --------------------------------------------------------- | --------------------------------------------------------- | --------------------------------------------------------- | --------------------------------------------------------- |
| Parti                                                     | Parti                                                     | Candidat                                                  | Votes                                                     | %                                                         |
|                                                           | Républicain                                               | Neal Dunn (sortant)                                       | 305 337                                                   | 97,86                                                     |
|                                                           | Indépendant                                               | Kim O'Connor (write-in)                                   | 6 662                                                     | 2,14                                                      |
| Total des votes                                           | Total des votes                                           | Total des votes                                           | 311 999                                                   | 100 %                                                     |
|                                                           | Les Républicains conservent                               |                                                           |                                                           |                                                           |

### 2022
Les primaires républicaines et démocrates ont été annulées. Neal Dunn (R-Sortant) et Al Lawson (D-Sortant) avancent vers l'élection générale
| Élection de 2022 du 2e district congressionnel de Floride | Élection de 2022 du 2e district congressionnel de Floride | Élection de 2022 du 2e district congressionnel de Floride | Élection de 2022 du 2e district congressionnel de Floride | Élection de 2022 du 2e district congressionnel de Floride |
| --------------------------------------------------------- | --------------------------------------------------------- | --------------------------------------------------------- | --------------------------------------------------------- | --------------------------------------------------------- |
| Parti                                                     | Parti                                                     | Candidat                                                  | Votes                                                     | %                                                         |
|                                                           | Républicain                                               | Neal Dunn (sortant)                                       | 180 236                                                   | 59,8                                                      |
|                                                           | Démocrate                                                 | Alfred Lawson (sortant)                                   | 121 153                                                   | 40,2                                                      |
| Total des votes                                           | Total des votes                                           | Total des votes                                           | 301 389                                                   | 100 %                                                     |
|                                                           | Les Républicains conservent                               |                                                           |                                                           |                                                           |

### 2024
La primaire démocrate a été annulée. Yen Bailey avance vers l'élection générale.
| Primaire républicaine de 2024 du 2e district congressionnel de Floride | Primaire républicaine de 2024 du 2e district congressionnel de Floride | Primaire républicaine de 2024 du 2e district congressionnel de Floride | Primaire républicaine de 2024 du 2e district congressionnel de Floride | Primaire républicaine de 2024 du 2e district congressionnel de Floride |
| ---------------------------------------------------------------------- | ---------------------------------------------------------------------- | ---------------------------------------------------------------------- | ---------------------------------------------------------------------- | ---------------------------------------------------------------------- |
| Parti                                                                  | Parti                                                                  | Candidat                                                               | Votes                                                                  | %                                                                      |
|                                                                        | Républicain                                                            | Neal Dunn (sortant)                                                    | 69 113                                                                 | 82,7                                                                   |
|                                                                        | Républicain                                                            | Rhonda Woodward                                                        | 14 456                                                                 | 17,3                                                                   |

| Élection de 2024 du 2e district congressionnel de Floride | Élection de 2024 du 2e district congressionnel de Floride | Élection de 2024 du 2e district congressionnel de Floride | Élection de 2024 du 2e district congressionnel de Floride | Élection de 2024 du 2e district congressionnel de Floride |
| --------------------------------------------------------- | --------------------------------------------------------- | --------------------------------------------------------- | --------------------------------------------------------- | --------------------------------------------------------- |
| Parti                                                     | Parti                                                     | Candidat                                                  | Votes                                                     | %                                                         |
|                                                           | Républicain                                               | Neal Dunn (sortant)                                       | 247 957                                                   | 61,6                                                      |
|                                                           | Démocrate                                                 | Yen Bailey                                                | 154 323                                                   | 38,4                                                      |
| Total des votes                                           | Total des votes                                           | Total des votes                                           | 402 280                                                   | 100 %                                                     |
|                                                           | Les Républicains conservent                               |                                                           |                                                           |                                                           |

## Frontières historique du district

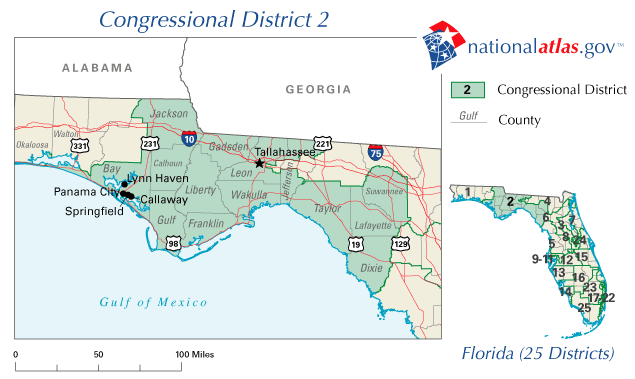
2003 - 2013

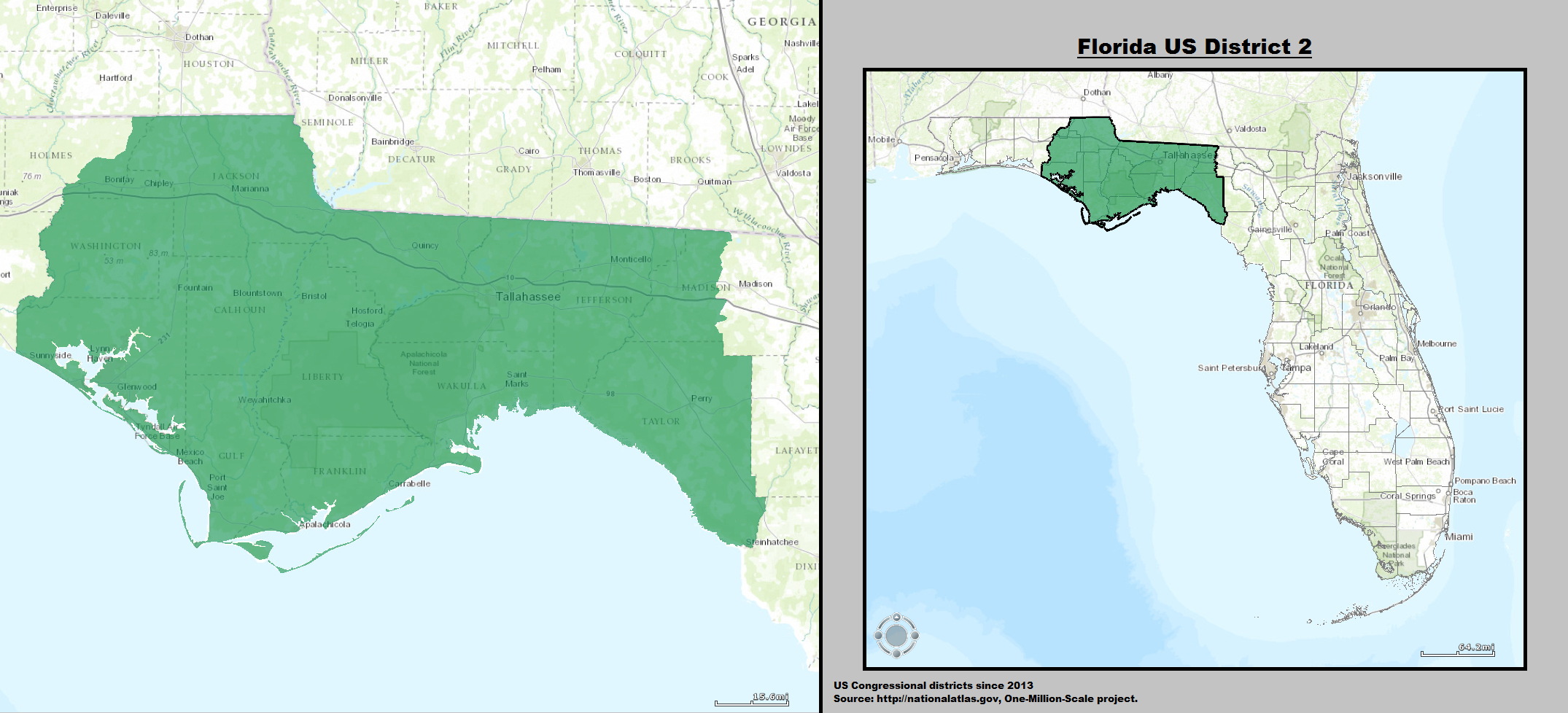
2013 - 2017

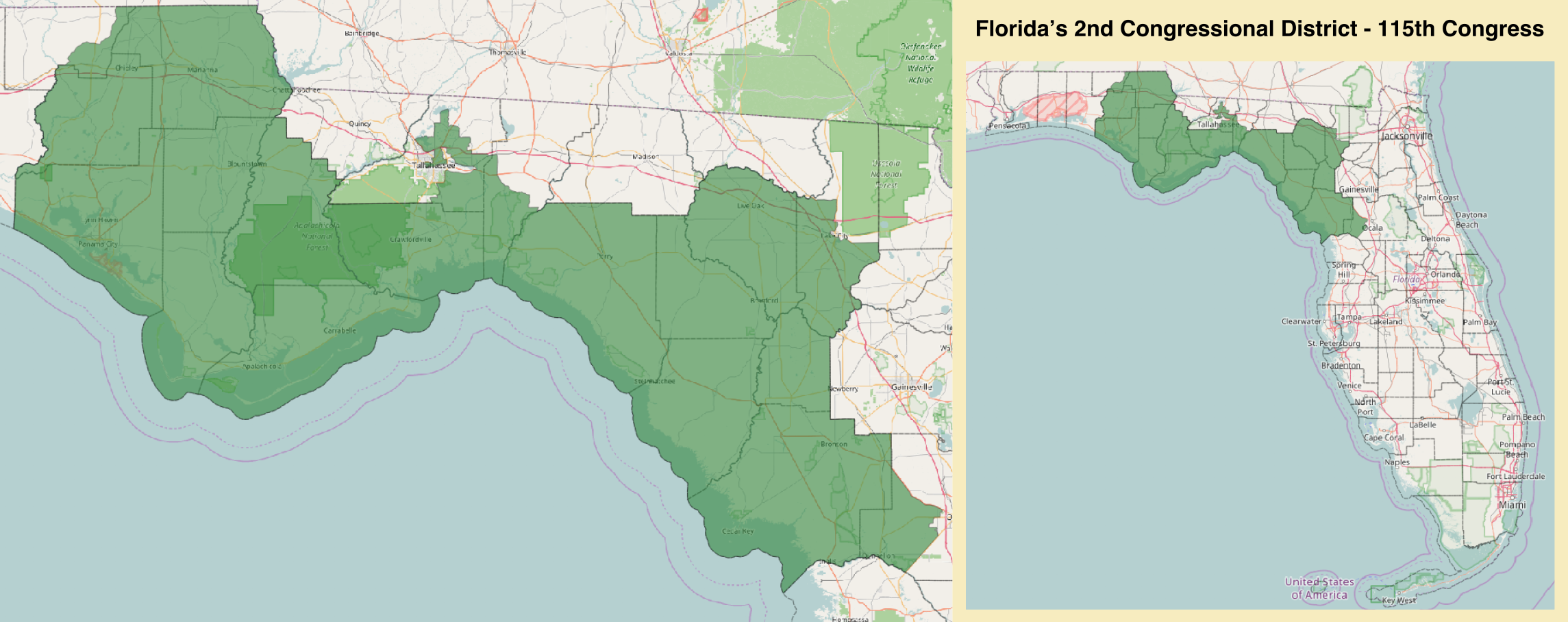
2017 - 2023

depuis 2023